# Villiers-le-Pré
Villiers-le-Pré è un comune francese di 203 abitanti situato nel dipartimento della Manica nella regione della Normandia.

## Società

### Evoluzione demografica
Abitanti censiti